# Macrocentrum gracile
Macrocentrum gracile är en tvåhjärtbladig växtart som beskrevs av John Julius Wurdack. Macrocentrum gracile ingår i släktet Macrocentrum och familjen Melastomataceae. Inga underarter finns listade i Catalogue of Life.